# سكوت باارستوو
سكوت باارستوو هو ممثل كندي، ولد في 23 أبريل 1970 في كندا.

## أعمال

### أفلام
- (1997) ساعي البريد[2][3]

## وصلات خارجية
- سكوت باارستوو على موقع IMDb (الإنجليزية)
- سكوت باارستوو على موقع ألو سيني (الفرنسية)
- سكوت باارستوو على موقع أول موفي (الإنجليزية)
- سكوت باارستوو على موقع قاعدة بيانات الأفلام السويدية (السويدية)
- سكوت باارستوو على موقع إن إن دي بي (الإنجليزية)
- سكوت باارستوو على موقع قاعدة بيانات الفيلم (الإنجليزية)
- سكوت باارستوو على موقع كينوبويسك (الروسية)